# الحذاء (فلم)
الحذاء (فيلم)- فيلم أردني روائي اجتماعي قصير عن قصة الكاتب الأردني "محمد طملية"، من إنتاج التلفزيون الأردني عام 1989م.
تدور أحداث الفيلم ، الذي لا تتعدي مدته الربع ساعة (15 دقيقة) في إطار اجتماعي ، عن قصة بذات الاسم للكاتب الأردني (محمد طملية) ، عن طفل فقير للغاية تحضر له أمه حذاء نسائيا، ومعطفًا كبيرًا حتى يحميه من المطر عند ذهابه إلي المدرسة ، لكنه يخبئهما، ويذهب للمدرسة حافيا ليجد لجنة توزع أحذية على الطلبة الفقراء، لكن يجد الحذاء الجديد أكبر من قدميه أيضا. ويقتصر الفيلم علي خمسة مشاهد فقط : المشهد الأول يجمع الطفل ووالدته التي تعاني من الفقر الشديد فلم تجد ما تعطيه لأبنها لحمايته من المطر أثناء ذهابه إلي المدرسة الا حذاء نسائي واسع ومعطف قديم وكبيروحاول فرضهما علي الطفل، المشهد الثاني للطفل تحت المطر موتديا الملابس البالية ويفضل أن يذهب المدرسة حافياً عن أن يذهب بهذا المنظر، المشهد الثالث داخل الصف الدراسي حيث يحاول الطفل إخفاء قديمية الحاقيتين ويواجه موجة سخرية من رفاقه بالصف ويغادر الصف بناء علي طلب معلمه، المشهد الرابع حيث يقف امام لجنة لتوزيع الأحذية بالمدرسة وهو لا يعلم مقاس حذاءه فيضطر إلي أخذ حذاء مقاس 40 والذي كان بدوره أكبر من قدميه فيعود ويلقيه في وجه اللجنة التي أهانته من قبل، المشهد الأخير وقد ترك الطفل كل شيئ واتجه مترجلاً إلي مكان ما

## طاقم العمل
| م  | الاسم             | طبيعة العمل    |
| -- | ----------------- | -------------- |
| 1  | جميل عواد         | ممثل           |
| 2  | رفعت النجار       | ممثلة          |
| 3  | نبيل نجم          | ممثل           |
| 4  | بشير هواري        | ممثل           |
| 5  | أشرف العوضي       | ممثل           |
| 6  | ربيع شهاب         | ممثل           |
| 7  | محمد طملية        | القصة والتأليف |
| 8  | التلفزيون الأردني | إنتاج          |
| 9  | حسن درويش         | إدارة إنتاج    |
| 10 | محمد أبو عويمر    | فوتغرافيا      |
| 11 | موسى العسال       | مسجل صوت       |
| 12 | محمد عايش         | مساعد مخرج     |
| 13 | محمد خير عرب      | مونتاج         |
| 14 | عامر ماضي         | موسيقى تصويرية |
| 15 | هشام العبداللات   | مدير التصوير   |
| 16 | محمد علوه         | المخرج         |